# In My Arms (cântec de Kylie Minogue)
In My Arms este o melodie pop-dance lansată de Kylie Minogue de pe al zecelea album de studio al ei, X (2007). Single-ul a fost primul lansat în Spania, al doilea în Europa și al treilea în Australia și Marea Britanie. A ajuns pe locul 1 în România, locul 2 în Cehia și Turcia, locul 3 în Elveția.